# فیلیپ بوی
فیلیپ بوی (به انگلیسی: Philipp Boy) ژیمناست زادهٔ ۲۳ ژوئیهٔ ۱۹۸۷ میلادی اهل کشور آلمان است.